# The Long Night

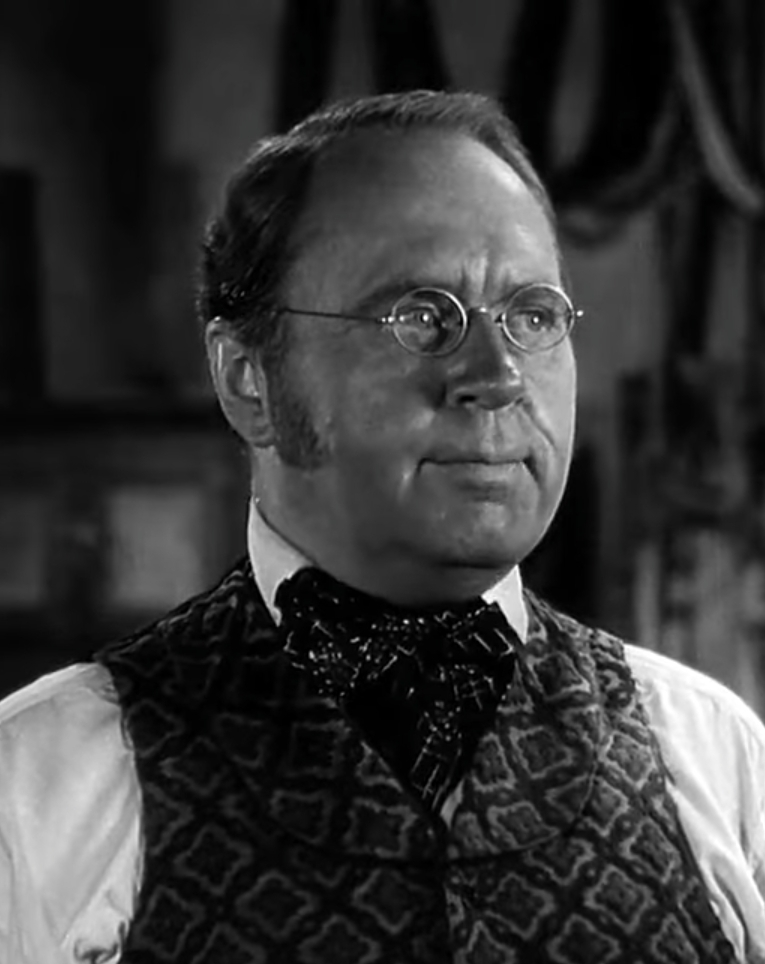
Depois de adquirir experiência no teatro, Howard Freeman estreou no cinema em 1942. Especializou-se em papéis de homens de negócio escorregadios, pomposos funcionários do governo, pais grosseirões e vizinhos intrometidos. Morreu em 1967.

The Long Night é um filme estadunidense de 1947, do gênero filme noir, dirigido por Anatole Litvak e estrelado por Henry Fonda e Barbara Bel Geddes.

## A produção
O filme, uma coprodução da RKO Pictures com a Select Productions, é a refilmagem de Le Jour Se Lève (1939), do diretor francês Marcel Carné.
A história é desenvolvida em flashbacks e flashbacks dentro de flashbacks, o que tornou a narrativa confusa. Outros problemas são a música bombástica de Dimitri Tiomkin e o inconvincente final feliz. Tudo isso somado afastou a audiência e a película deu um prejuízo de um milhão de dólares.
Vinda do teatro, Barbara Bel Geddes faz sua elogiada estreia no cinema, no papel de namorada do protagonista.

## Sinopse
Acuado pela polícia em seu apartamento, depois de matar o místico Maximilian O Grande, Joe Adams, ex-soldado que serviu na Guerra, relembra os motivos que o levaram a tal ato extremo.

## Elenco
| Ator/Atriz         | Personagem                    |
| ------------------ | ----------------------------- |
| Henry Fonda        | Joe Adams                     |
| Barbara Bel Geddes | Jo Ann                        |
| Vincent Price      | Maximilian, O Grande          |
| Ann Dvorak         | Charlene                      |
| Howard Freeman     | Xerife Ned Meade              |
| Moroni Olsen       | Bob McManus, chefe de polícia |
| Elisha Cook Jr.    | Frank Dunlap                  |
| Queenie Smith      | Senhora Tully                 |
| David Clarke       | Bill Pulanski                 |
| Charles McGraw     | Stevens, policial             |
| Melinda Byron      | Peggy                         |
| Robert A. Davis    | Freddie                       |